# Convenzione sull'eliminazione della violenza e delle molestie sul luogo di lavoro
La Convenzione dell'Organizzazione internazionale del lavoro nº 190 sull'eliminazione della violenza e delle molestie sul luogo di lavoro è un trattato internazionale dell'Organizzazione internazionale del lavoro (OIL) con lo scopo di fornire una base giuridica comune in materia di violenza e molestie sul luogo di lavoro. In Italia la convenzione è stata ratificata con la Legge 15 gennaio 2021, n. 4.
L'art. 12 della convenzione stabilisce che "le  disposizioni della presente Convenzione si applicano attraverso leggi e regolamenti nazionali, come pure tramite contratti collettivi o altre misure conformi alle procedure nazionali, includendovi l'ampliamento o l'adattamento delle misure esistenti in materia di salute e sicurezza sul lavoro affinché prevedano la violenza e le  molestie, nonché  tramite  lo  sviluppo  di  misure specifiche, laddove necessario".

## Riferimenti normativi
- Legge 15 gennaio 2021, n. 4 - Ratifica ed esecuzione della Convenzione dell'Organizzazione internazionale del lavoro n. 190 sull'eliminazione della violenza e delle molestie sul luogo di lavoro, adottata a Ginevra il 21 giugno 2019 nel corso della 108ª sessione della Conferenza generale della medesima Organizzazione.